# قلعه اشباح (فیلم فرانسوی ۱۸۹۷)
قلعه اشباح (انگلیسی: The  Haunted Castle)  فیلمی صامت و کوتاه در ژانر ترسناک و کمدی به کارگردانی ژرژ ملی‌یس و محصول سینمای فرانسه است که در سال ۱۸۹۷ منتشر شد. این فیلم نسخه بازسازی‌شده فیلم قبلی ملی‌یس، خانه شیطان در سال ۱۸۹۶ است.

## داستان فیلم
داستان فیلم دربارهٔ مردی است که وارد یک قلعه وحشتناک می‌شود و به تکرار توسط ارواح داخل قلعه مسخره و مچل می‌شود.